# Autocharis hemileuca
Autocharis hemileuca là một loài bướm đêm trong họ Crambidae.